# Goodbye Tonight
Goodbye Tonight è un singolo del gruppo musicale gallese Lostprophets, pubblicato nel 2004 ed estratto dall'album Start Something.

## Tracce
CD 1
1. Goodbye Tonight – 3:55
2. Burn X2 (No Truth remix - Robot Jox) – 3:04

CD 2
1. Goodbye Tonight – 3:55
2. LTH (Xanex Broken Heart mix) – 4:04
3. Wake Up and Move (Nebuchednezzar mix) – 3:51

## Formazione
- Ian Watkins – voce
- Jamie Oliver – synth, turntables, sampler, voce
- Lee Gaze – chitarra
- Mike Lewis – chitarra
- Stuart Richardson – basso
- Mike Chiplin – batteria, percussioni